# Скагеррак
Скагерра́к (дан., норв. і швед. Skagerrak) — акваторія між північно-західним берегом Ютландії і Скандинавським півостровом, з'єднує Північне море з Балтійським морем, через Каттегат, Великий і Малий Бельт, Ересунн. Через Скагеррак проходить один з найбільш завантажених морських маршрутів у світі, де можна зустріти судна з усієї планети. Тут також ведуть інтенсивне промислове рибальство. Екосистема протоки перебуває під негативним впливом прямої діяльності людини. Осло є єдиним великим містом на узбережжі Скагеррака.

## Короткий опис
Акваторія названа за данським містом Скаген, що розташоване на північному краю Ютландії. Нідерландське слово rak означає «пряма течія».
Має вигляд трикутника.
- Довжина — 240 км[5][6].
- Ширина — 110—130 км.

Уздовж фіордових і шхерних берегів Скандинавського півострова тягнеться глибоководний (до 700 м) Норвезький жолоб, у низовинних ютландських берегів — піщані мілини і банки.
Солоність води в протоці — 30 ‰.

## Історія
Старі назви для об'єднаних в одне ціле проток Скагеррак і Каттегат — Норвезьке море або Ютландське море; остання назва з'явилася в сазі о Кнютлінгах.
До завершення будівництва Ейдерського каналу в 1784 році (попередника Кильського каналу) Скагеррак був єдиним шляхом у Балтійське море. З цієї причини протока протягом століть мала великий міжнародний пасажиропотік. Після індустріалізації рух тільки збільшилася, і сьогодні Скагеррак є одною з найжвавіших проток у світі.
1862 року сильний шторм біля берегів Данії промив канал Тиборон у піщаній косі, яка прикривала вхід до Лім-фіорду з боку Північного моря — так з'явилася можливість проходу суден із Північного моря в Каттегат, минаючи Скагеррак. Однак через малі глибини Лім-фіорд підтримує тільки незначні перевезення.
Скагеррак був стратегічно важливою позицією для Німеччини під час обох світових воєн. Під час Першої світової війни тут відбулася одна з найбільших морських битв — Ютландська битва.
Необхідність контролю над протокою стала для Німеччини однією з причин для вторгнення до Данії та Норвегії під час Другої світової війни.

### Межі
Міжнародна гідрографічна організація визначає межі Скагеррак так:

На заході: лінія, що з'єднує миси Ганстгольм (57°07′ пн. ш. 8°36′ сх. д. / 57.117° пн. ш. 8.600° сх. д.) і Ліннеснес, 58° пн. ш. 7° сх. д. / 58° пн. ш. 7° сх. д.).
На південному сході: північна межа Каттегату — лінія, що з'єднує Скаген (мис Гренен, найпівнічніша точка Данії) та Paternoster Skær (57°54′ пн. ш. 11°27′ сх. д. / 57.900° пн. ш. 11.450° сх. д.), а звідти на північний схід через мілини до острова Черн.

Високовольтна лінія постійного струму Скагеррак між Данією і Норвегією перетинає Скагеррак.

## Порти
- Осло, Крістіансанн, Ларвік, Саннефіорд, Тенсберг, Мосс, Арендаль (Норвегія)
- Стремстад, Уддевалла (Швеція)
- Гіртсгальс (Данія)

## Відпочинок
Скагеррак є популярним місцем відпочинку у всіх трьох країнах. Уздовж узбережжя побудовано безліч дач і кілька пристаней для яхт.

## Біологія
Скагеррак є місцем проживання приблизно 2000 морських видів, багато з яких пристосовані до умов життя в його водах. Наприклад, у норвезького узбережжя нереститься скагерракська тріска (різновид тріски атлантичної), яка не мігрує на великі відстані, а здебільшого мешкає в норвезьких фіордах.
Різноманітність місць проживання і великий обсяг планктону на поверхні створюють сприятливі умови для морських мешканців. Серед мешканців протоки є деякі бентичні види, а інші пелагічні, але існують диференційовані морські шари, всередині яких види переміщаються вертикально на короткі відстані. Крім того, деякі види є демерсальнимі, переміщаючись між поверхнею і дном. До бентичних видів відносяться піскаркові, ліхтарна акула колюча, химера європейська, Argentina silus і Glyptocephalus cynoglossus. На поверхні моря мешкають оселедець атлантичний, скумбрія атлантична, шпрот європейський. Деякі демерсальні види: Pandalus borealis і Sabinea sarsi.

### Представники фауни

Clupea harengus
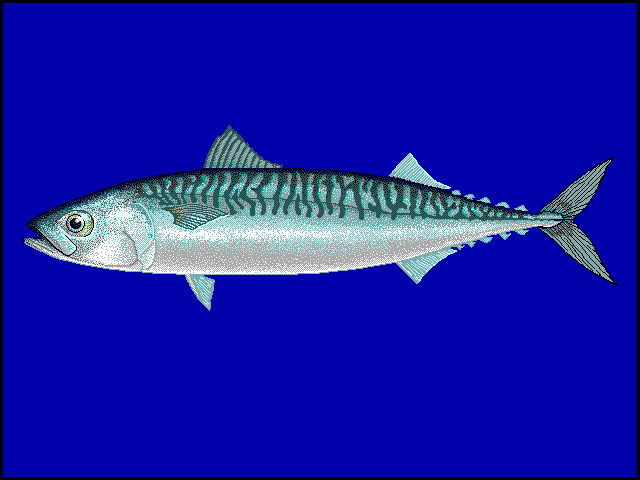
Scomber scombrus
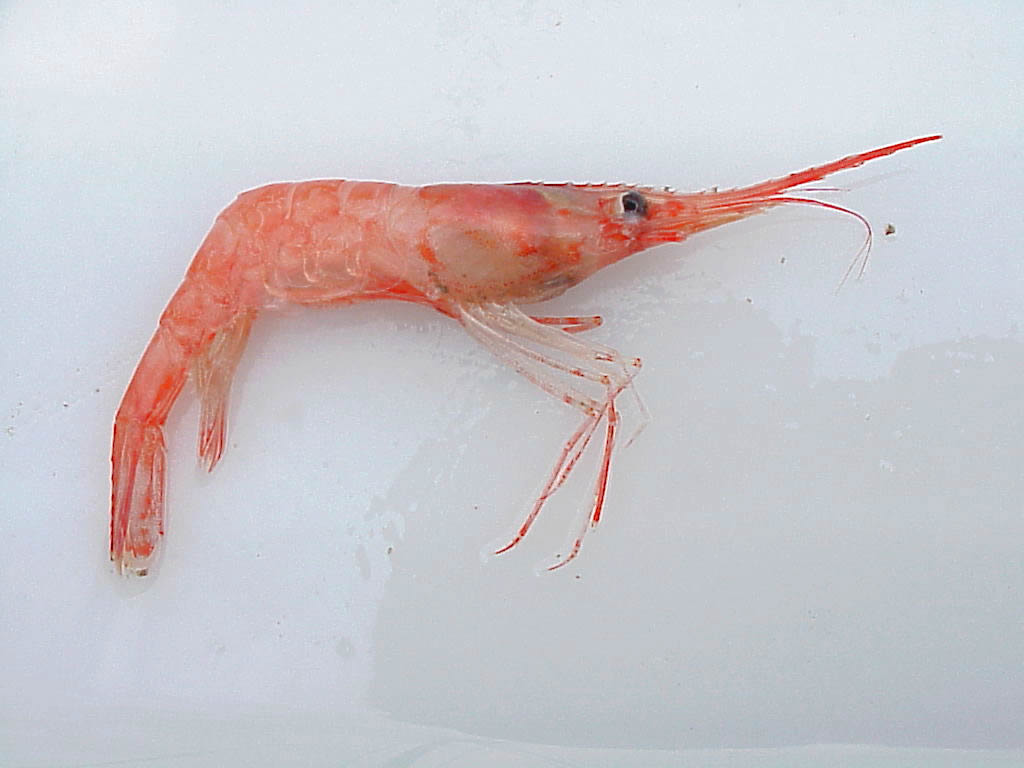
Pandalus borealis

## Рифи

Холодноводний кораловий риф у Норвегії.

Крім піщаних і кам'янистих рифів, у протоці існують великі холодноводні коралові рифи, переважно з Lophelia. Риф Секкен у шведському морському національний парку Костергавет — це древній холодноводний кораловий риф. Тіслерський риф у норвезькому морському заповіднику національного парку Ітре Гвалер є найвідомішим кораловим рифом Європи. Рифи з лофелії також присутні в Норвезькому жолобі та на мілководді багатьох норвезьких фіордів.
Скагеррак також має ряд рідкісних булькаючих рифів (дан. boblerev), які утворилися навколо холодних просочувань газу, зазвичай метану. Ці місця знаходяться переважно в данських водах Скагеррака на захід від Гіртсгальсу.

## Природоохоронні території
Норвегія:
- Національний парк Ітре Гвалер.

Швеція:
- Національний парк Костергавет.

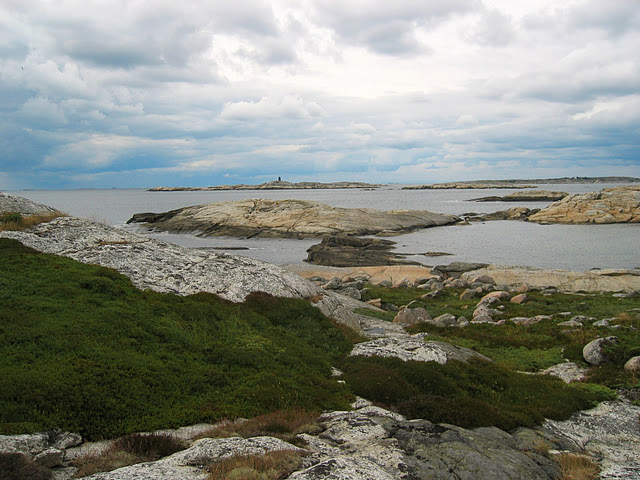
Національний парк Ітре Гвалер (Норвегія)

- Браттен, район моря площею 120 878 гектарів за межами національного парку Костергавет, під захистом рифи на глибинах 200—500 метрів.
- Фіорд Гулльмарн, перша у Швеції морська заповідна зона (з 1983 року).

Данія:
- Коса Гренен і район моря площею 270 295 гектарів.

## Галерея

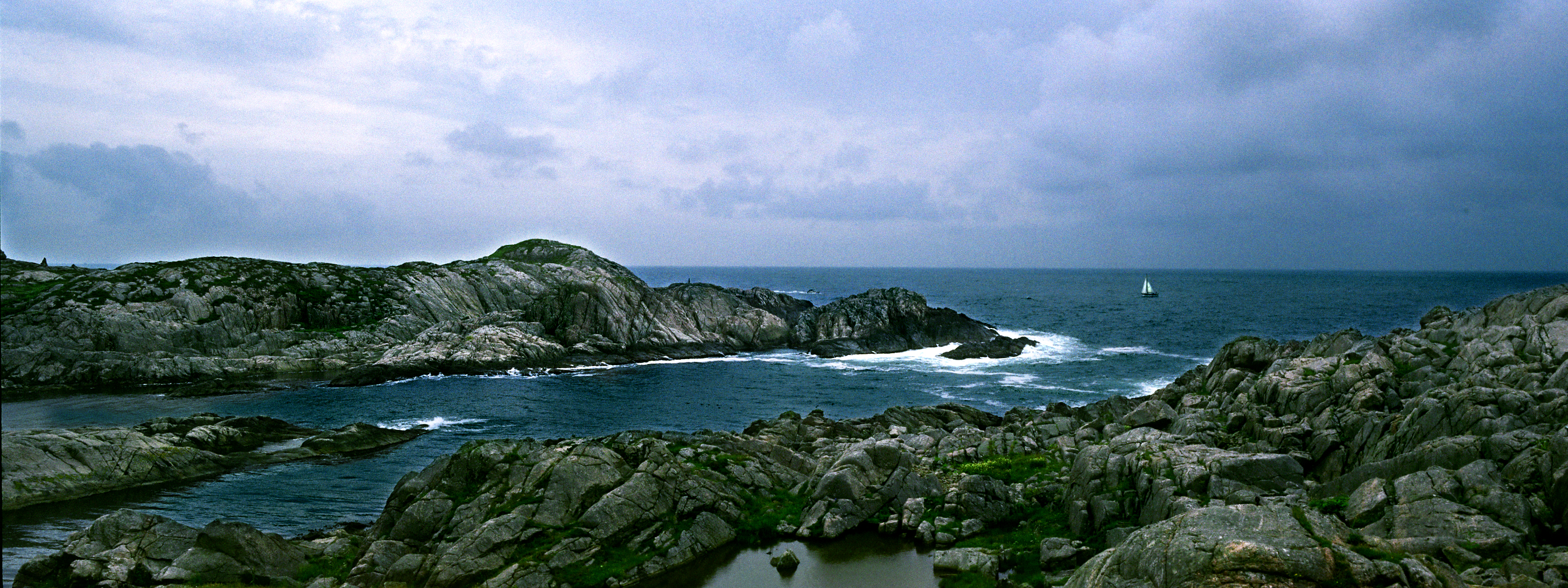
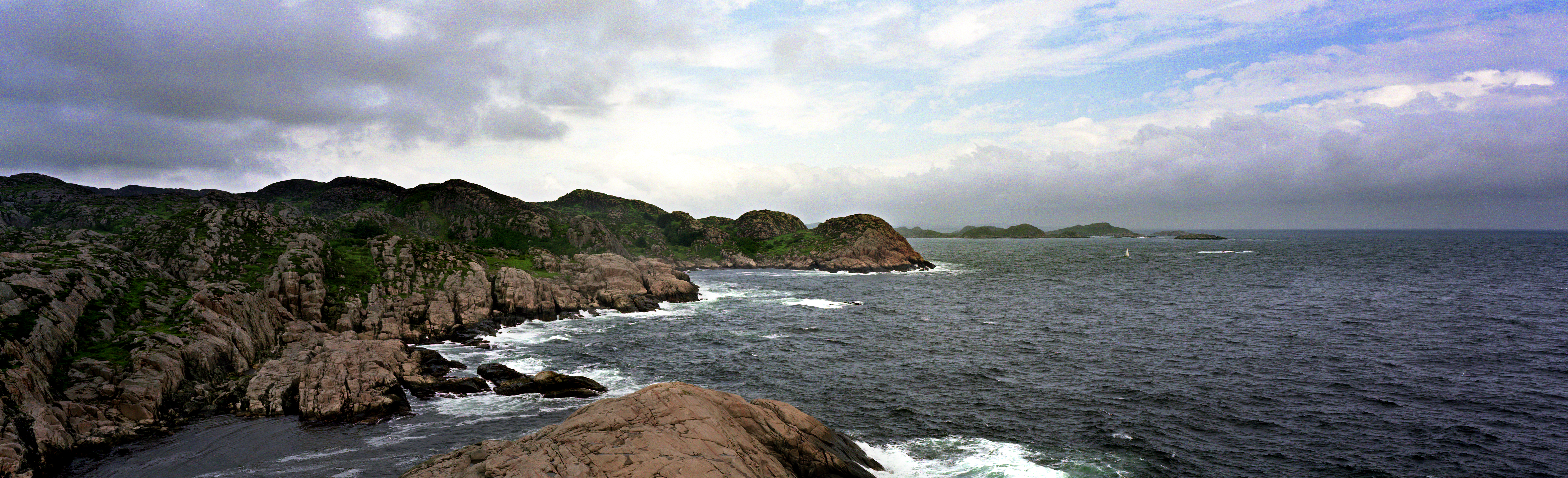
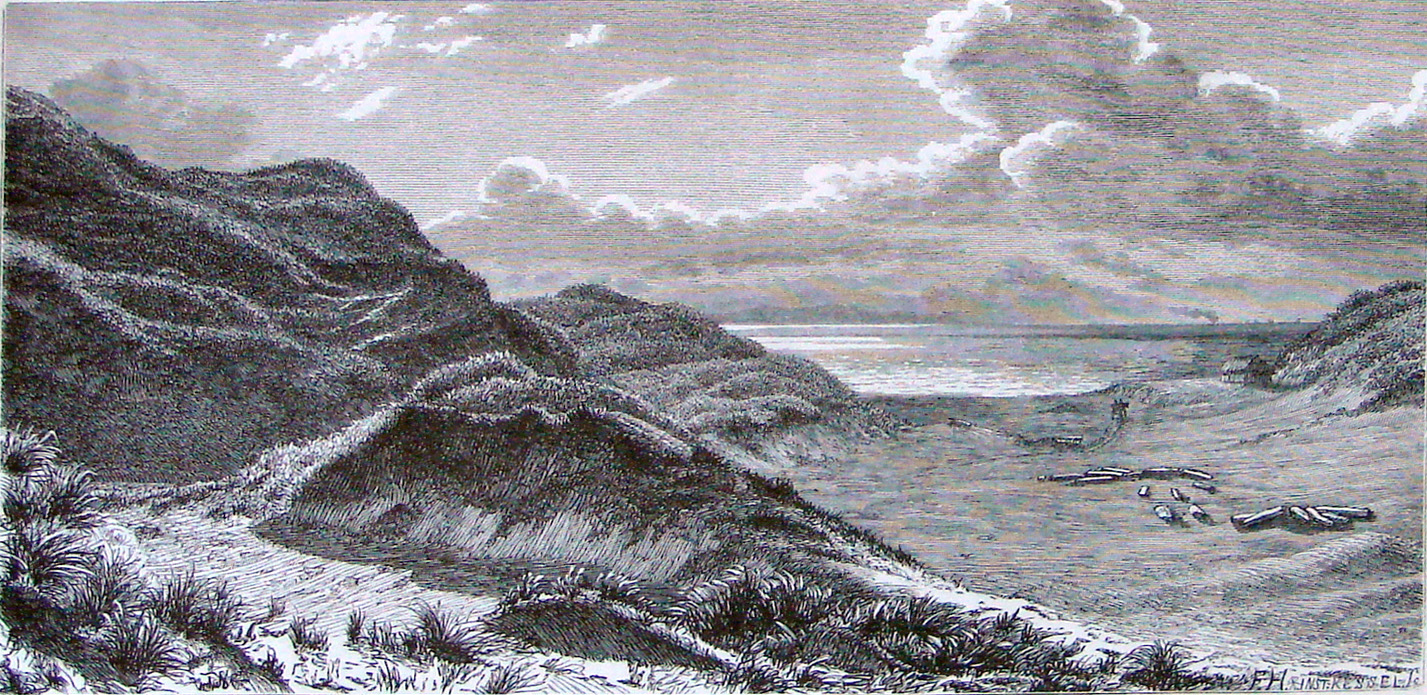
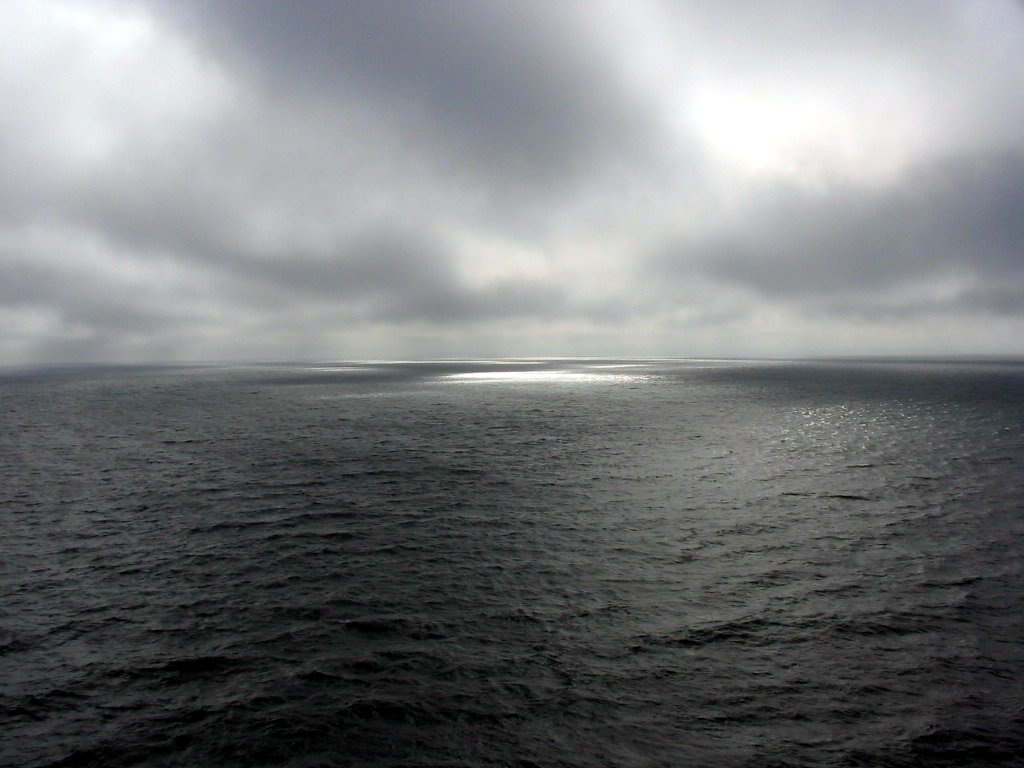